# KV5
KV5 (Kings' Valley 5) è la sigla che identifica una delle tombe della Valle dei Re in Egitto; era la sepoltura dei numerosi figli del faraone Ramses II (XIX dinastia).
Si tratta, ad oggi, di un unicum nel panorama delle tombe della Valle dei Re per dimensioni, con i suoi (ad oggi) quasi 150 locali, e struttura architettonica.

## Storia e scavi

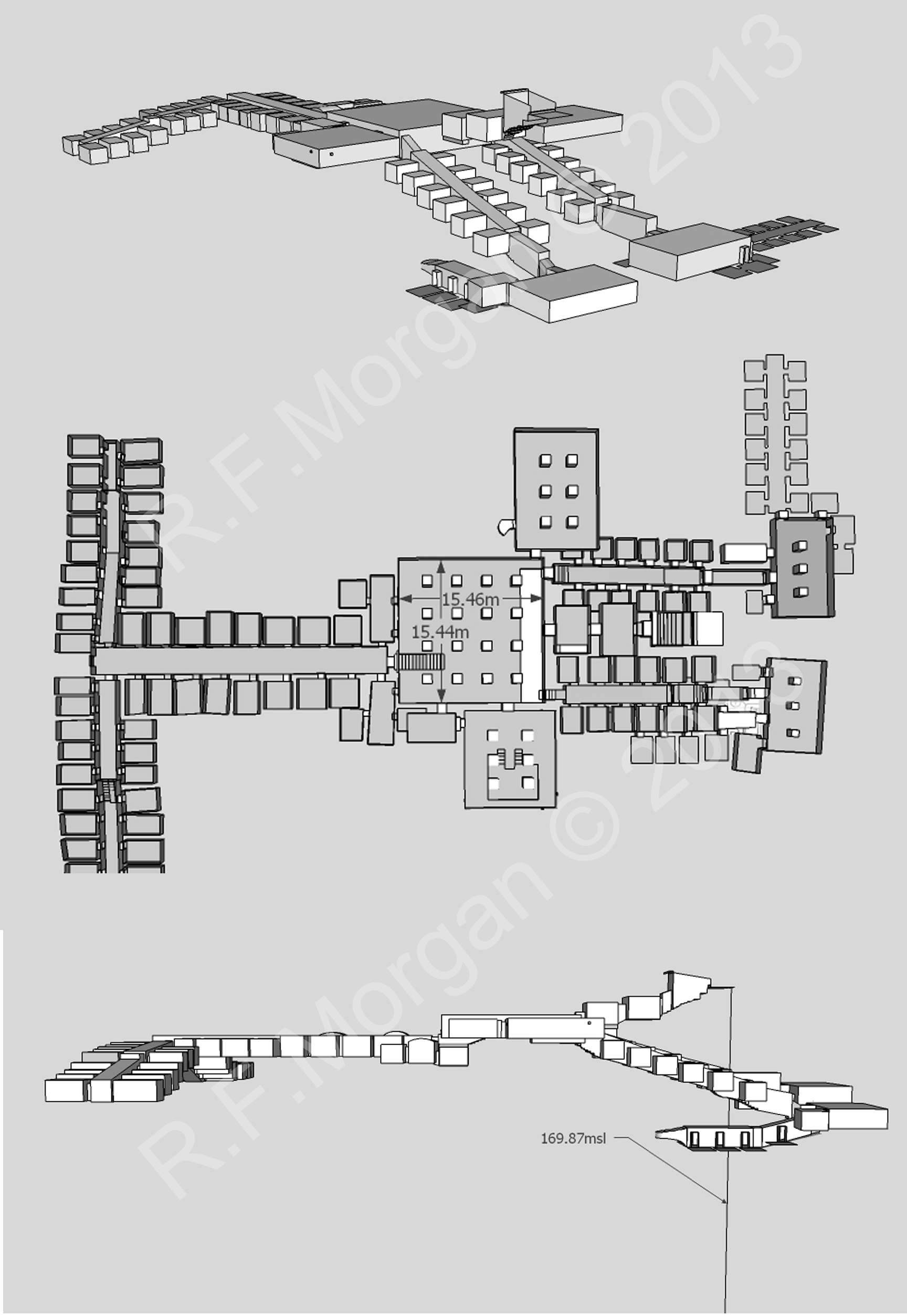
Isometria, planimetria e alzato di KV5

Si trattò, originariamente, di una piccola tomba della XVIII dinastia successivamente ampliata, in più fasi, durante la XIX dinastia sotto Ramses II che ne fece la tomba dei suoi figli. Non sono stati rilevati elementi che possano far pensare ad un suo riuso dopo il regno di Ramses II.
Fu soggetta a furti in antico e, dai rilievi stratigrafici, è stato possibile appurare che subì almeno undici inondazioni che ne causarono il riempimento totale con detriti e fango che apportarono gravi danni alle pareti che, molto verosimilmente, dovevano essere almeno in parte dipinte come desumibile da labili tracce ancora esistenti.
Il posizionamento in prossimità dei piazzali di accesso alla Valle ha inoltre comportato che, nel periodo 1960-1990, sopra la tomba parcheggiassero gli autobus turistici le cui vibrazioni hanno causato seri danni alle parti più prossime alla strada. Danni altrettanto seri sono stati inoltre causati durante i lavori di realizzazione delle fognature per la costruzione del centro di ricezione turistico nei pressi dell’ingresso.
L’entrata di KV5 era già nota a James Burton che, verosimilmente, nel 1825  penetrò nella tomba esplorandone, tuttavia, solo una minima parte grazie ad un breve tunnel scavato nel fango che la riempiva all'altezza del soffitto.
Fu quindi la volta di Howard Carter che, nel 1902, liberò una minima parte subito poco dopo l’ingresso. Dopo tale intervento, non essendosi proceduto ad altre attività, del sito si persero nuovamente le tracce a causa dei detriti che si accumularono nuovamente fino al 1984-1985 quando l’egittologo Kent R. Weeks, sfruttando sistemi sonar e georadar, individuò anomalie che indicavano la presenza di ampi spazi vuoti nel sottosuolo.
I lavori di scavo iniziarono nel 1986-1987 sotto l’egida del Theban Mapping Project, ma solo nel 1995 si giunse all'annuncio pubblico dell'apertura di un passaggio che conduceva a circa venti locali. Tra questi venne rinvenuto, peraltro, un rilievo rappresentante il dio Osiride (caso unico nella Valle), e un corridoio trasversale che indicava come la struttura dei venti locali si ripetesse, molto verosimilmente, specularmente anche nella parte non ancora scavata.  Considerando il gran numero di locali, il numero di figli di Ramses II di cui sono noti i nomi (52), la presenza, riferita da Burton, di un cartiglio di Ramses II all'ingresso della tomba (oggi non più visibile), nonché un ostrakon rinvenuto da Carter all'ingresso facente riferimento a Meriatum, figlio del re, Weeks assegnò la KV5 come sepoltura dei figli di Ramses II. Gli scavi proseguirono e nel 2006 i locali rinvenuti, ma non ancora del tutto liberati dai detriti erano oltre 90; erano circa 130 nel 2006 e, ad oggi, il numero è salito ad oltre 150 (non tutti liberati).
La planimetria simmetrica ha consentito, inoltre, di ipotizzare, visto quanto sin qui scavato, che potrebbero esserci complessivamente almeno duecento camere o più. Sono stati rinvenuti, inoltre, migliaia di vasi e oggettistica, oltre a considerevoli superfici parietali decorate, benché pesantemente compromesse. Attualmente, l'impegno della missione archeologica è indirizzato, oltre che alle attività di scavo, principalmente alla salvaguardia, al consolidamento ed alla conservazione di quanto già scoperto e si ritiene che, perché la tomba possa essere aperta al pubblico, siano necessari ancora molti anni.

## Architettura
(Kent R. Weeks)
Nonostante l’enorme sviluppo planimetrico, sicuramente eccezionale per la Valle dei Re, molti aspetti lasciano supporre che originariamente dovesse trattarsi di una piccola tomba risalente alla XVIII dinastia. L’ingresso, relativamente stretto, si apre in un locale piuttosto angusto da cui si diparte un breve corridoio, che dà accesso a un'ampia sala di circa 50 m², con sedici pilastri (il cui scopo non è stato ancora individuato), da cui si diparte un altro lungo corridoio, fiancheggiato da piccole stanze, che si conclude in altri due corridoi, ortogonali al primo a formare una "T". Questi sono, a loro volta, fiancheggiati da locali che si sviluppano su due livelli. Analogamente, da un angolo della sala dei sedici pilastri, si diparte un altro corridoio in direzione opposta al primo, in discesa, che dà accesso ad altri locali fiancheggianti e si conclude con una sala con tre pilastri. Non si esclude, considerando la più volte citata simmetria, che analoga struttura sia rilevabile nell'angolo opposto della stessa sala dei sedici pilastri.

## Decorazioni
Oltre la statua in rilievo di Osiride alta circa m 1,50, scolpita all'incrocio a T dei corridoi in una sorta di cappella, la KV5 presenta decorazioni molto danneggiate dalle inondazioni, dal lungo tempo trascorso a contatto con il fango nonché dalle vibrazioni dei veicoli pesanti parcheggiati al di sopra della tomba e dai moderni lavori di creazione del sovrastante centro di ricezione turistico, risalenti agli anni '50 del '900.
Le decorazioni parietali sopravvissute sono simili a quelle rilevabili nelle tombe della Valle delle Regine destinate ai principi figli del successore Ramses III: QV42 del principe Pareheruenemef, QV43 di Sethherkhepeshef (poi divenuto faraone con il nome di Ramses VI e sepolto nella KV9), QV44 di Khaemuaset, QV55 di Amonherkhepeshef. Tra le immagini ancora leggibili, Ramses che presenta il figlio primogenito, Amonherkhepeshef agli dei Sokar e Hathor, nonché un altro figlio, indicato come Ramses, dinanzi al dio Nefertum. Le decorazioni hanno consentito di individuare e riconoscere sei figli di Ramses II, mentre per altri venti sono in corso analisi per individuarli.
Le pareti ed i sedici pilastri della grande sala colonnata sono ugualmente decorati, ma i dipinti sono scarsamente leggibili.
Altri rilievi e pitture delle pareti dei corridoi, e nelle altre sale colonnate, sono relative alla Cerimonia di apertura della bocca, o rappresentano ancora il re, o divinità e principi.

## Suppellettili funerarie
Sono stati rinvenuti: ossa umane e di animali, resti umani mummificati, alcuni pezzi di un sarcofago in granito rosso, migliaia di frammenti di vaso, dozzine di frammenti di vasi canopici in alabastro, pezzi di un sarcofago in legno, una testa di statua in pietra non ultimata, alcuni ushabti in faience, perline, amuleti, due ostraka forse recanti un elenco dei materiali presenti nella tomba. In un angolo, nei pressi di una parete dipinta in blu, rosso e bianco, è stata inoltre rinvenuta la base di un'anfora di provenienza cananea che, evidentemente rottasi durante i lavori, aveva lasciato traccia del suo contenuto di tintura blu sul pavimento.

### Annotazioni
1. ↑  Le tombe vennero classificate nel 1827, dalla numero 1 alla 22, da John Gardner Wilkinson in ordine geografico. Dalla numero 23 la numerazione segue l’ordine di scoperta.
2. ↑  In un papiro, oggi al Museo Egizio di Torino, si può leggere che durante il regno di Ramses III, Kenena, figlio di Ruta, opportunamente interrogato,  confessò di avere spostato le pietre che chiudevano la tomba dei figli regali del re Osiride (Ramses II), il grande dio per compiervi un furto.
3. ↑  Non esiste registrazione, ma la visita di Burton avvenne quasi certamente anteriormente al 1835 e la data più verosimile è proprio il 1825 in cui l’egittologo frequentò l’area tebana.
4. ↑  QV, ovvero Queen Valley.
5. ↑  Tra cui un ginocchio ben fasciato e la coscia di un giovane maschio.

### Fonti
1. 1 2  (EN) Theban Mapping Project, su thebanmappingproject.com. URL consultato il 23 febbraio 2006 (archiviato dall'url originale il 5 dicembre 2006)..
2. ↑  Nicholas Reeves e Richard Wilkinson, The complete valley of the Kings, New York, Thames & Hudson, 2000, p. 144.
3. ↑  Reeves e Wilkinson (2000), p. 146.
4. 1 2 3 4  Reeves e Wilkinson (2000), p. 144.
5. ↑  profilo del Dr. Kent R. Weeks dal sito Theban Mapping Project Archiviato l'11 novembre 2016 in Internet Archive..
6. ↑  Reeves e Wilkinson (2000), p 145.
7. 1 2  http://www.thebanmappingproject.com/sites/pdfs/kv05.pdf Archiviato il 7 agosto 2017 in Internet Archive. planimetria della KV5.
8. ↑  Reeves e Wilkinson (2000), p. 145.
9. ↑  contenuto ricavato, per riassunto, da una presentazione di Kent R. Weeks